# Bulletin Jugend & Literatur
Das Bulletin Jugend & Literatur (BJL) war zunächst eine Fachzeitschrift für Kinder- und Jugendliteratur und Leseförderung, die 1969 von Horst Künnemann begründet wurde. Sie erschien monatlich, zuletzt im Neuland-Verlag, Geesthacht, mit einer Auflage von 1.800 Exemplaren, die zu etwa 60 Prozent von Bibliotheken und Buchhandlungen, ansonsten hauptsächlich von Lehrern und Schulen abgenommen wurden. Die Zeitschrift erschien von 1969 bis 2011.
Seit 2012 erscheint das BJL als Beilage der Fachzeitschrift für Kinder- und Jugendmedien Eselsohr.

## Inhalt
Monatliche Themenschwerpunkte wie Holocaust, Olympia oder Märchen bildeten einen thematischen Zusammenhang und gute Vergleichsmöglichkeiten zwischen verschiedenen Büchern. Besonderes Element des Bulletins war die in jeder Ausgabe vergebene Eule des Monats, mit der – jeweils ausführlich begründet – die „empfehlenswerteste Neuerscheinung“ prämiert wurde.

## Chronik
Von 1969 bis Mitte der 1990er Jahre war Horst Künnemann Mitherausgeber und Redaktionsmitglied.
Die Eulen eines Jahres wurden zeitweise auf der Frankfurter Buchmesse überreicht. Die Preistrophäe wurde jedes Jahr von einem anderen Künstler entworfen, 2006/2007 war es Antje von Stemm.
Seit August 2011 erscheint die Zeitschrift nicht mehr. Der Verlag hat Insolvenz angemeldet.
Ab 2012 erscheint das ehemalige Bulletin Jugend & Literatur vierteljährlich als publizistische Beilage in der Fachzeitschrift Eselsohr.

## Eulen des Monats
2011
- Juni: Ramesh Hengadi & Shantaram Dhadpe & Gita Wolf, "Das machen wir"
- Mai: Kitty Crowther, "Der Besuch vom kleinen Tod"
- April: Kate de Goldi, "abends um 10"
- März: Heekyoung Kim & Krystyna Lipka-Sztarballo, "Wo geht’s lang? Karten erklären die Welt"
- Februar: Lucy Christopher, "Ich wünschte, ich könnte dich hassen"
- Januar: E. Lockhart, "Die unrühmliche Geschichte der Frankie Landau-Banks"

2010
- September: Peter Schössow, " Mein erstes Auto war rot"
- August: Antony Penrose, "Der Junge, der Picasso biss"
- Juli: Michael Rosen, "Roter Ted"
- Juni: Christian Eichler, "Zuckerpass und Blutgrätsche"
- Mai: Sigrid Belzer, "Die genialsten Erfindungen der Natur. Bionik für Kinder"
- April: Aleksandra Machowiak & Daniel Mizielinski, "Treppe Fenster Klo"
- März: Susan B. Pfeffer, "Die Welt, wie wir sie kannten"
- Februar: John Green, "Margos Spuren"
- Januar: Martina Wildner, "Grenzland. Die Bücher mit dem Blauen Band"

2009
- Dezember:  Meyer, Lehmann, Schulze, "Das Weihnachtssingen"
- November: Sherman Alexie, "Das absolut wahre Tagebuch eines Teilzeit-Indianers"
- Oktober: Jakob Wegelius, "Sally Jones. Eine Weltreise in Bildern"
- September: Bibi Dumon Tak, "Kuckuck, Krake, Kakerlake. Das etwas andere Tierbuch"
- August: Hilari Bell, "Zwei Schwerter für die Freiheit"
- Juli: Frank Cottrell Boyce, "Galaktisch"
- Juni: Jean Regnaud, "Meine Mutter ist in Amerika und trifft Buffalo Bill"
- Mai: Gabi Kreslehner, "Charlottes Traum"
- April: Stian Hole: „Garmans Sommer“
- März: Neil Gaiman: „Das Graveyard-Buch“
- Februar: Rudyard Kipling: „Die Dschungelbücher“, übersetzt von Gisbert Haefs, Illustrator: Martin Baltscheit
- Januar: Menena Cottin & Rosana Faria „Das schwarze Buch der Farben“

2008
- Dezember: Wolfgang Korn „Die Weltreise einer Fleeceweste“
- November: Watt Key „Alabama Moon“
- Oktober: Shaun Tan „Ein neues Land“
- September: „Bsss. Die ganze Welt der Insekten“ (ohne Autorenangabe)
- Juli/August: Saskia Hula & Karsten Teich „Hermann hört Stimmen“
- Juni: Jean-Luc Fromental & Joelle Jolivet „365 Pinguine“
- Mai: Markus Zusak „Die Bücherdiebin“
- April: Andreas Steinhöfel „Rico, Oskar und die Tieferschatten“
- März: Hyeon-Jeong An & Se-Yeon Jeong „Fressen Tiger Gras?“
- Februar: Patricia McCormick „Verkauft“
- Januar: Daniel Napp „Dr. Brumm will’s wissen“

2007
- 09: Zoran Drvenkar & Martin Baltscheit: „Zarah. Du hast doch keine Angst, oder?“
- 08: Michael Gerard Bauer, „Running Man“
- 07: Meg Rosoff: „Was wäre wenn“
- 06: Heinz Janisch und Artem: „Schatten“
- 05: Jürg Schubiger & Eva Muggenthaler, „Der weiße und der schwarze Bär“
- 04: Tim Flannery, „Wir Klimakiller“
- 03: Ally Kennen: „Beast“
- 02: Tamara Bach, „Marsmädchen“
- 01: Paul Stewart, Chris Riddell: „Aberwitzige Abenteuer I. Fergus Crane auf der Feuerinsel“

2006
- 12: Stephan Handel, „Recht, Was geht mich das an?“
- 11: Claire d´Harcourt, „Was macht der Bär im Museum?“
- 10: Lena Kugler, „Bo im Wilden Land“
- 06: T. H. White, „Der König auf Camelot“
- 05: Antje Damm, „Was ist das“

2005
- 12: Martin Baltscheit, „Die Belagerung“
- 11: Meg Rosoff, „So lebe ich jetzt“
- 10: Chen Jianghong, „Der Tigerprinz“
- 09: Neil Gaiman und Dave McKean, „Die Wölfe in den Wänden“
- 07: Dolf Verroen, „Wie schön weiß ich bin“
- 03: Sam McBratney, „Jimmy, du nervst“
- 02: Anita Siegfried, „Flug in die Nacht“

2004
- 11: Ruth Kreider-Stempfle und Bettina Frensemeier, „Backen und Bauen“
- 09: Lila Prap, „Warum?“
- 08: Frank Cottrell Boyce, „Millionen“
- 06: Brian Doyle, „Mary Ann Alice“
- 05: Claudia Schreiber
- 03: Kate DiCamillo, „Despereaux“

2003
- 10: James Heneghan, „Im Schutz des Kleinen Volkes“
- 09: Per Olov Enquist, „Großvater und die Wölfe“
- 06: Sharon Creech, „Der beste Hund der Welt“
- 05: Claudine Desmarteau, „Alles steht oben geschrieben“
- 03: Mikaël Ollivier, „Liebe, Quark und Schokotorte“
- 01: E. R. Frank, „Das Leben ist komisch“

2002
- 09: Bob Graham, „Bruno Feder, Elfenkind“
- 05: Jürgen Banscherus, „Novemberschnee“
- 04: Armin Greder, „Die Insel“
- 02: Bart Moeyaert, „Es ist die Liebe, die wir nicht begreifen“
- Dagmar Chidolue, „Zuckerbrot und Maggisuppe“

2001
- 05: Mirjam Pressler, „Malka Mai“

2000
- 10: Jerry Spinelli
- 05: Jane Yolen und Bruce Coville
- 03: Susan Price
- 02: David Almond

1999
- 08: Karen Hesse
- 07: Peter Dickinson
- 06: Charlotte Kerner
- 05: Françoise Cactus
- 04: Uri Orlev
- 01: Janni Howker

bis 1998
- 06/1997: Martin Auer, „Der dreckige Prinz“
- 1992: Renate Welsh, „Eine Krone aus Papier“
- 1990: Simone Klages, „Mein Freund Emil“
- 1989: Dagmar Chidolue, „London, Liebe und all das“
- 1986: Siegfried Pater